# Jeziora Soroczańskie
Jeziora Soroczańskie (biał. Сарачанскія азёры, Saraczanskija aziory; ros. Сорочанские озера, Soroczanskije oziera) – grupa jezior Pojezierza Białoruskiego, położonych na Białorusi, w obwodzie grodzieńskim, w rejonie ostrowieckim. Ich łączna powierzchnia wynosi ok. 4 km². Należą do zlewiska Morza Bałtyckiego dorzecza Niemenu.
Są prawnie chronione w ramach Rezerwatu Krajobrazowego Jeziora Soroczańskie.
W skład Jezior Soroczańskich wchodzi 11-14 jezior (liczba jezior pomiędzy źródłami różni się, w zależności od przyjętego ich rozgraniczenia) ułożonych szeregowo na linii północny zachód – południowy wschód. Zaliczają się do nich jeziora (w kolejności od północy):
- Barańskie
- Klewel
- Białe[a]
- Turowieckie
- Zołowskie
- Kajmińskie
- Soroczańskie[b]
- Tumskie (Strackie)
- Hołodno (Hołubińskie)
- Hołodzianka (Podkościołek)
- Jodzkie
- Gubieza
- Werebie[2][5].

## Hydrologia
Jeziora te powstały podczas topienia się lądolodu w okresie zlodowaceń plejstoceńskich. Różnią się pomiędzy sobą głębokością i mineralizacją. Jeziora Klewel, Białe i Werebie są płytkie z dobrze widocznym dnem, woda w nich w całości się nagrzewa. Natomiast Kajmińskie, Jodzkie i Gubieza są głębokie i występuje w nich termoklina na głębokości 5-6 metrów. Głębokość jeziora Kajmińskiego sięga na 23-24 metry.
Wodę z jezior odprowadzają Soroczanka (odpływ wód od jeziora Barańskiego do Hołodzianki) i Stracza (z pozostałych jezior). Obie one uchodzą do Wilii.

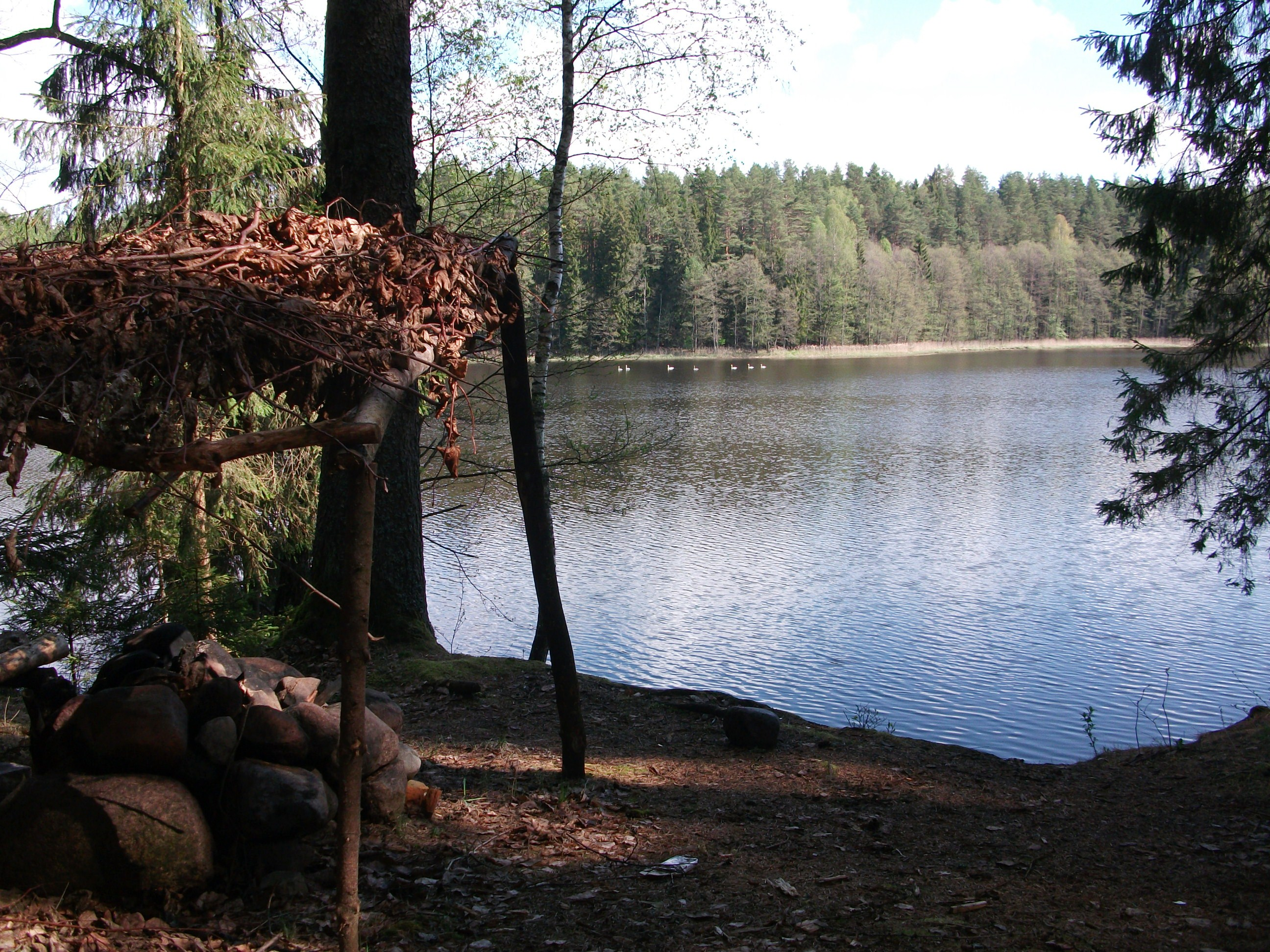
Jezioro Barańskie
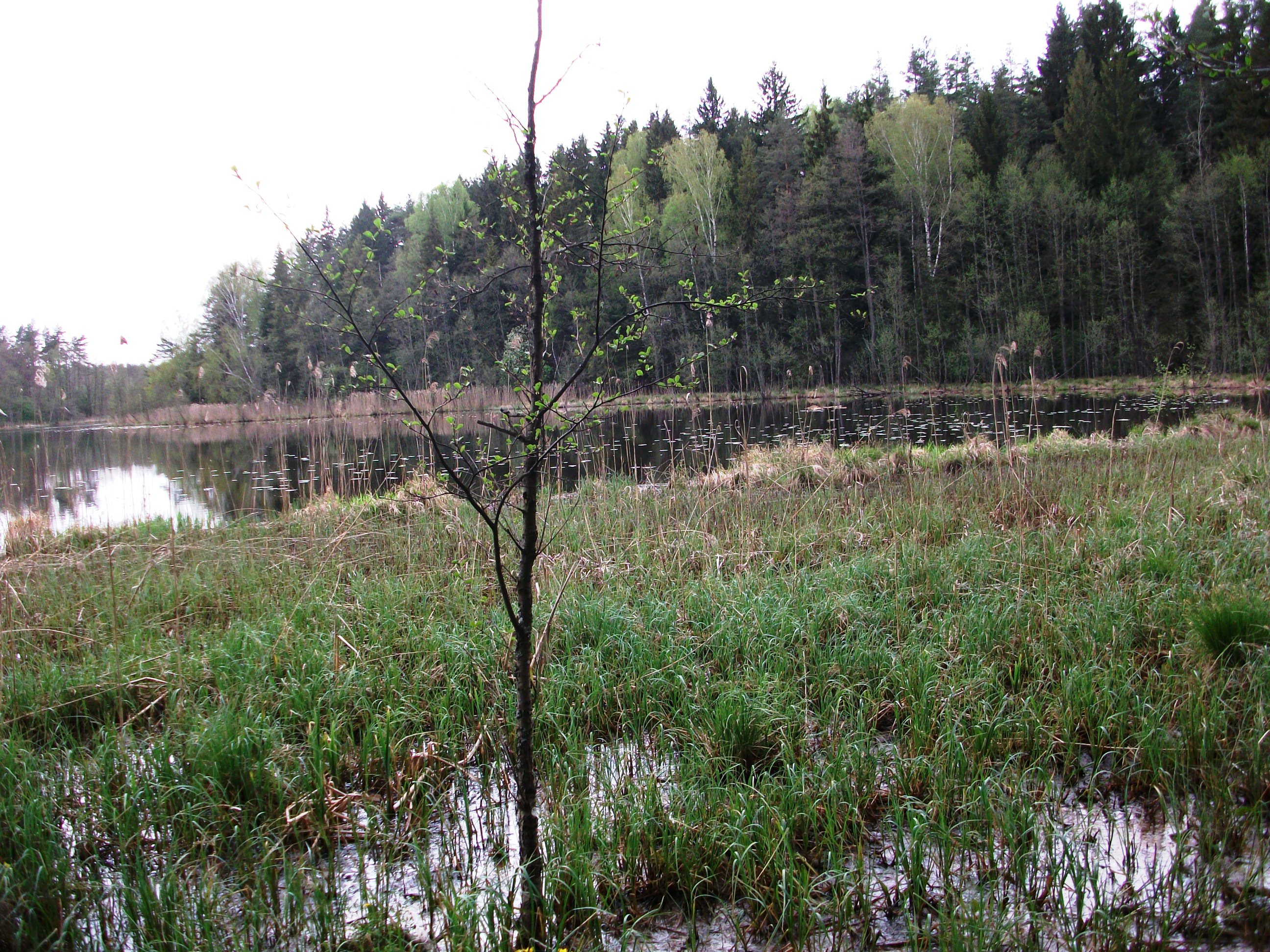
Jezioro Klewel
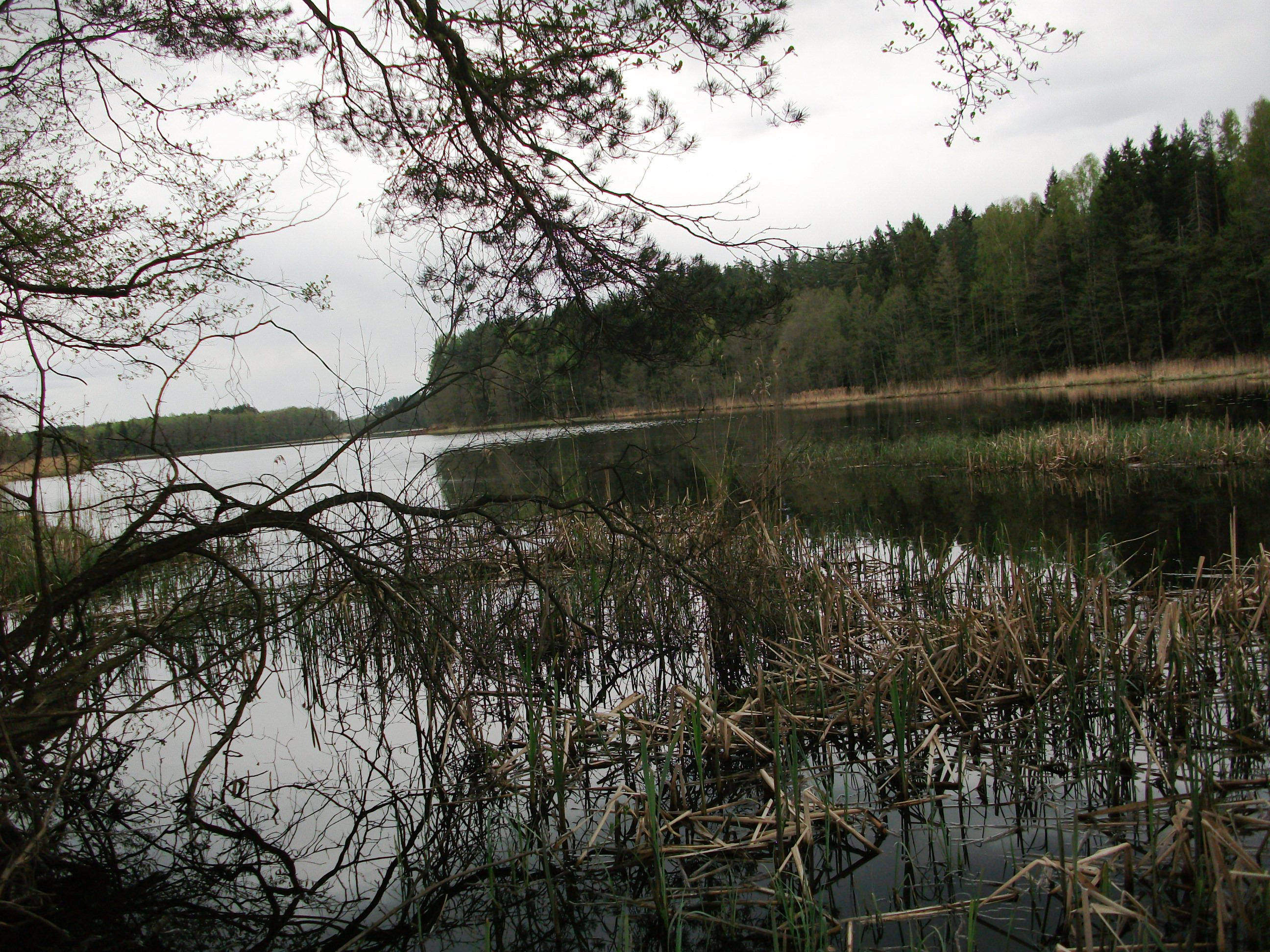
Jezioro Białe
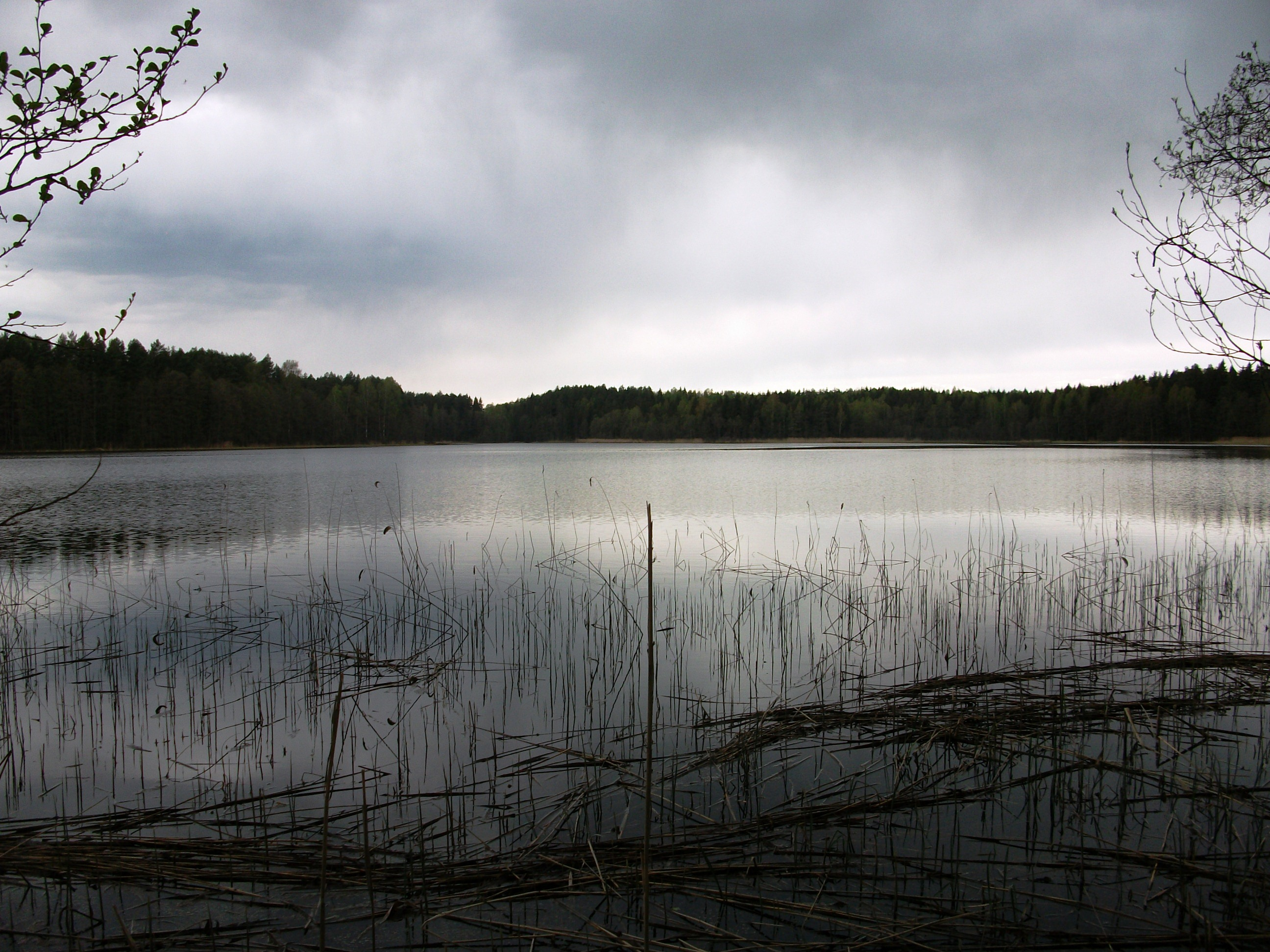
Jezioro Turowieckie
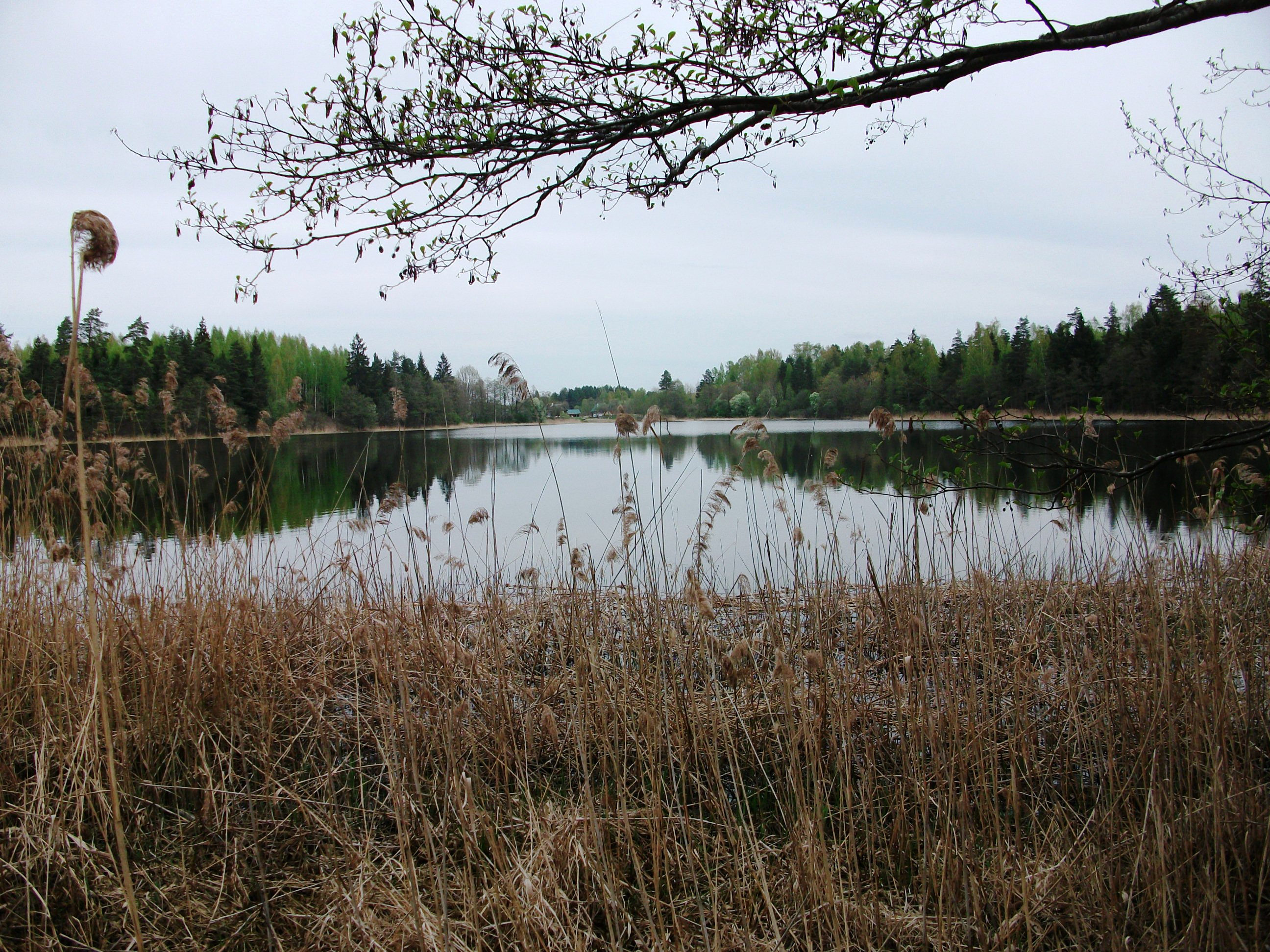
Jezioro Zołowskie
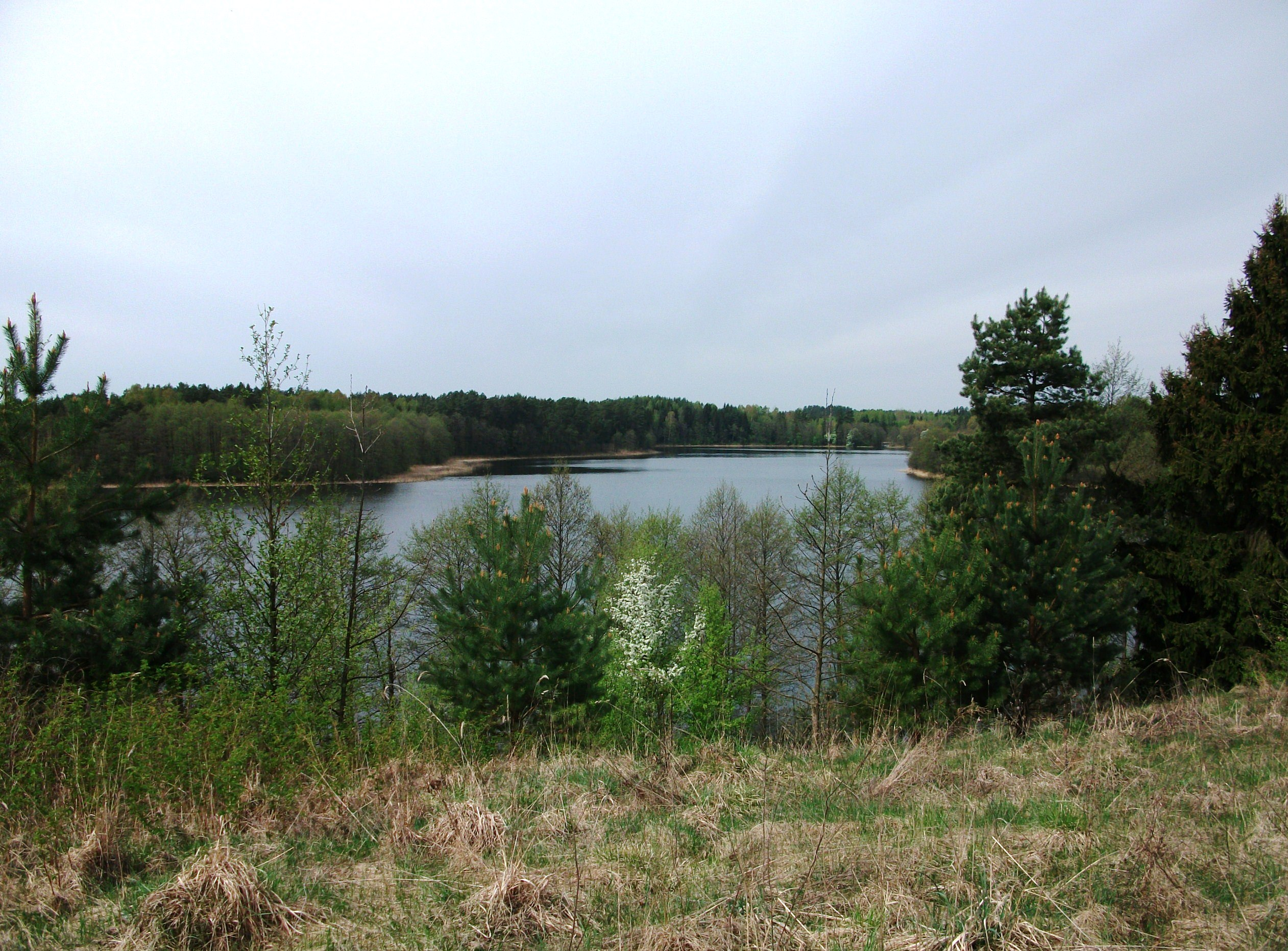
Jezioro Kajmińskie
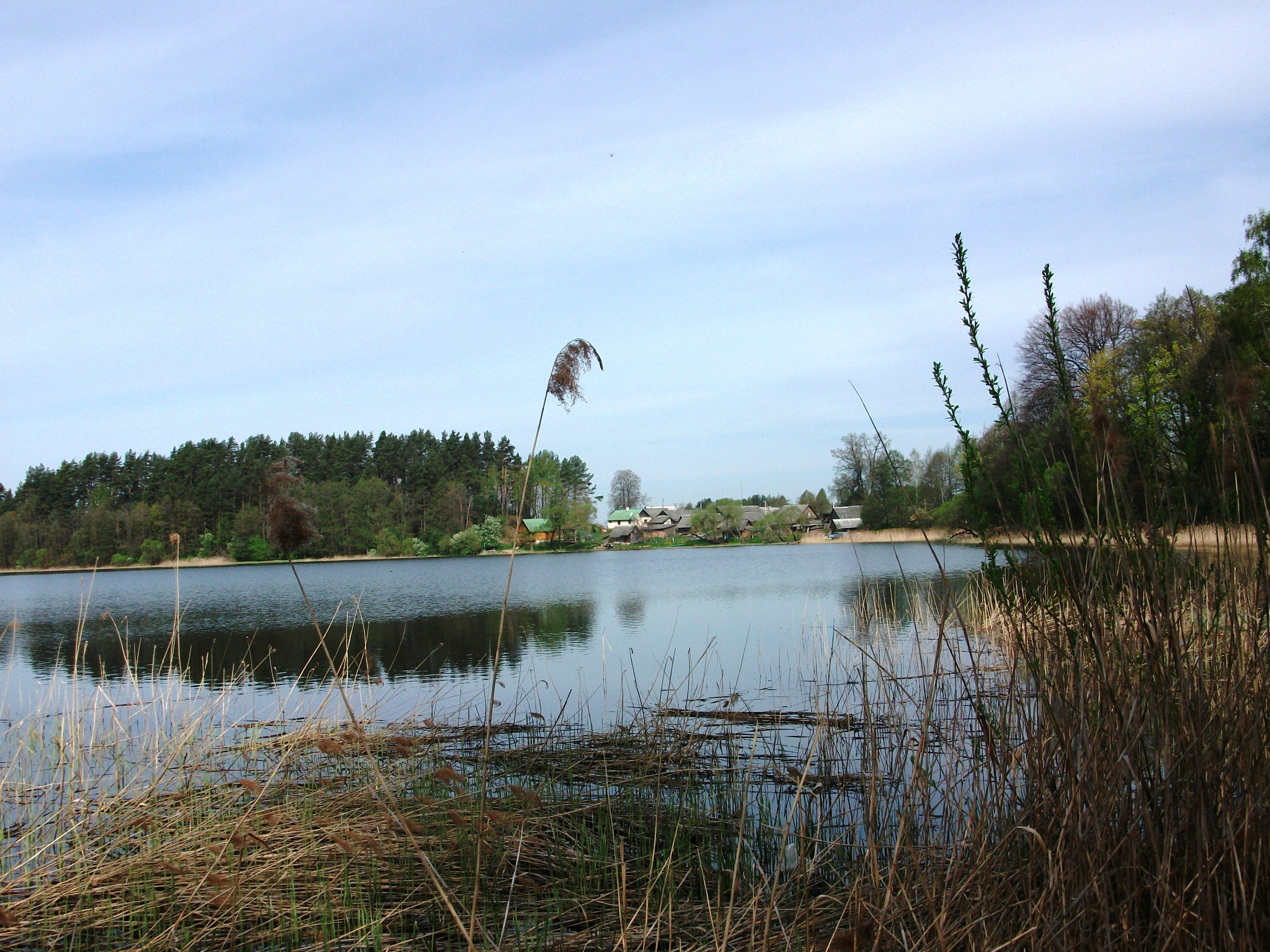
Jezioro Tumskie (Strackie)
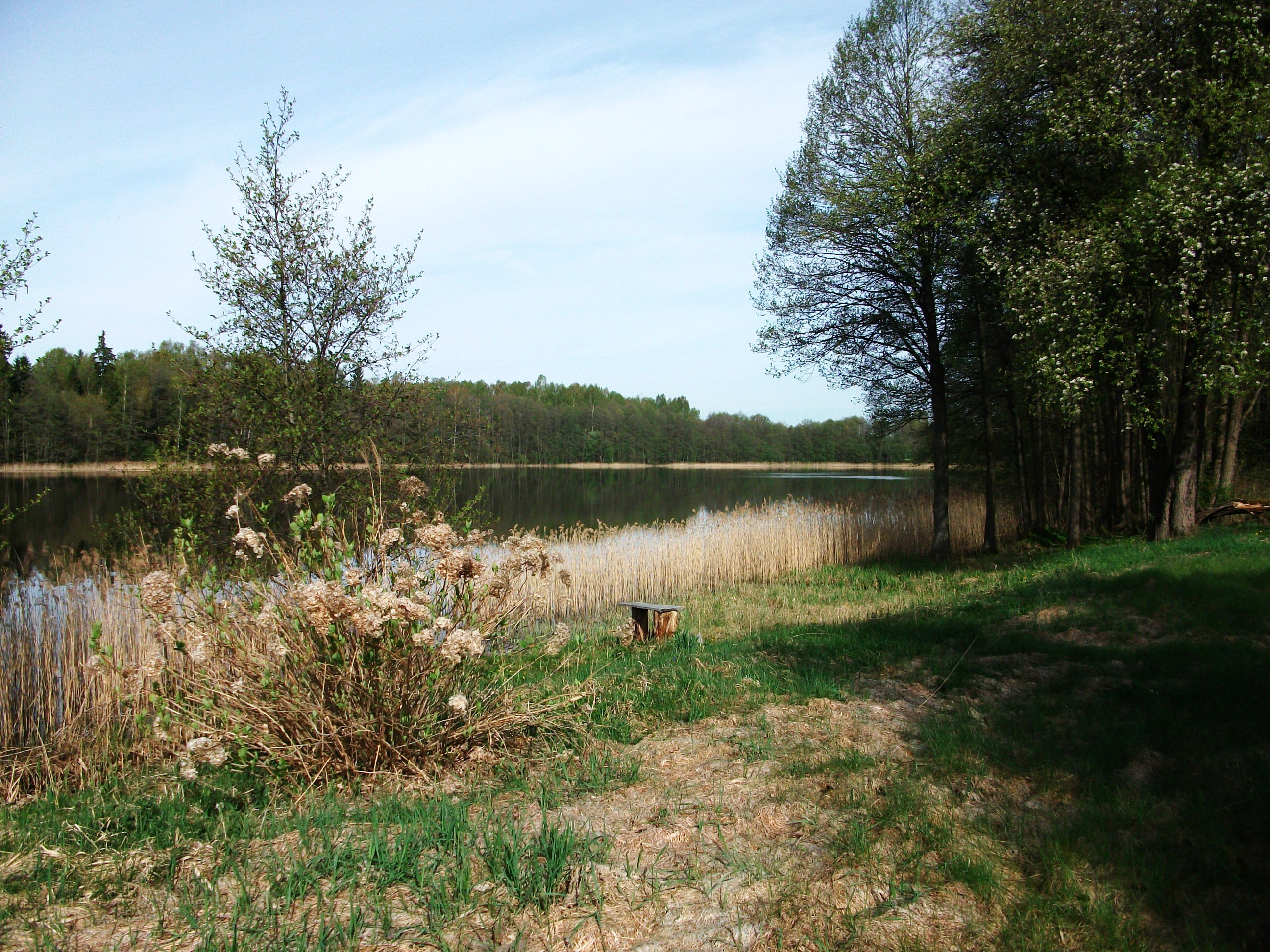
Jezioro Hołodno (Hołubińskie)
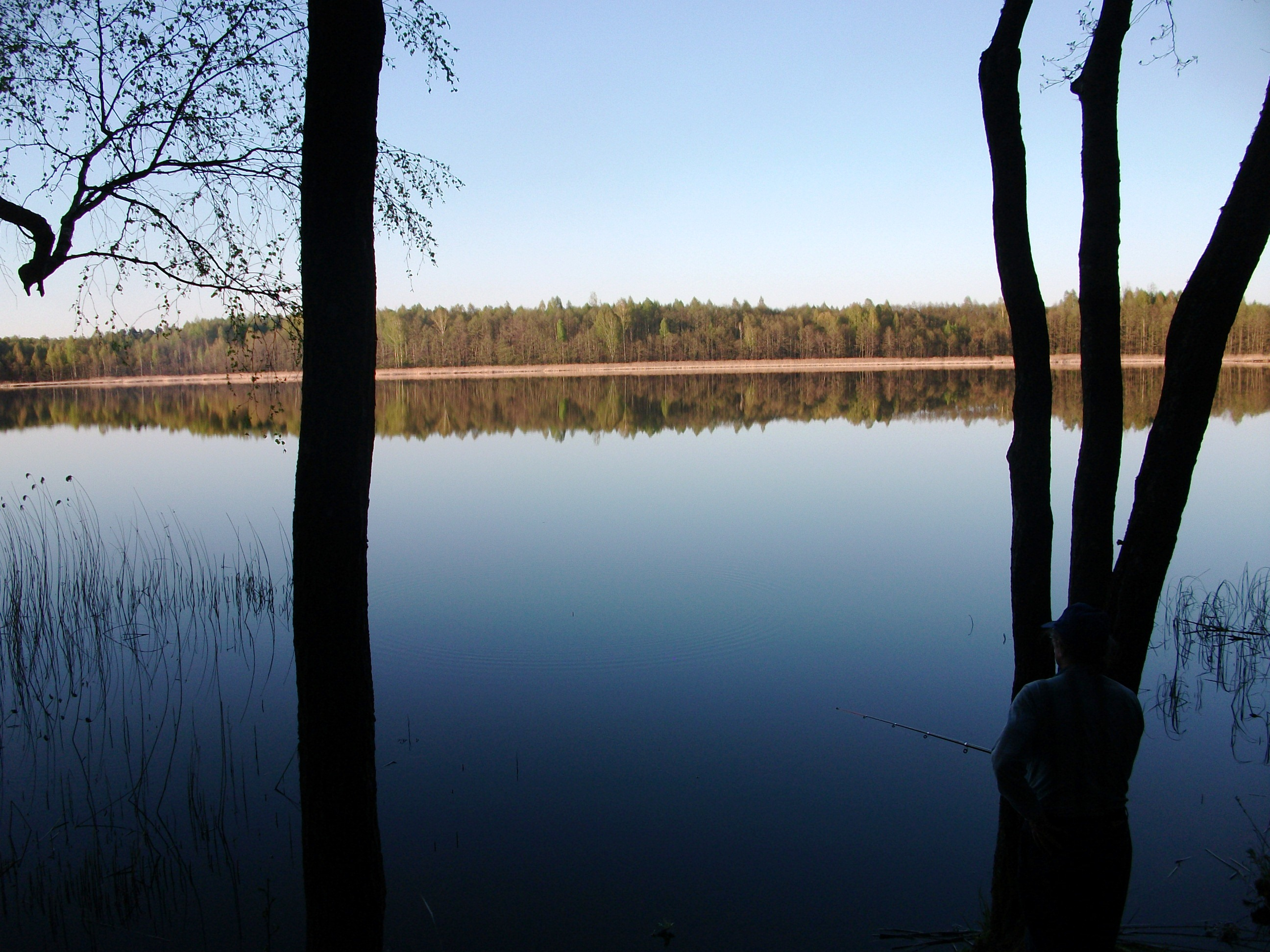
Jezioro Hołodzianka (Podkościółek)
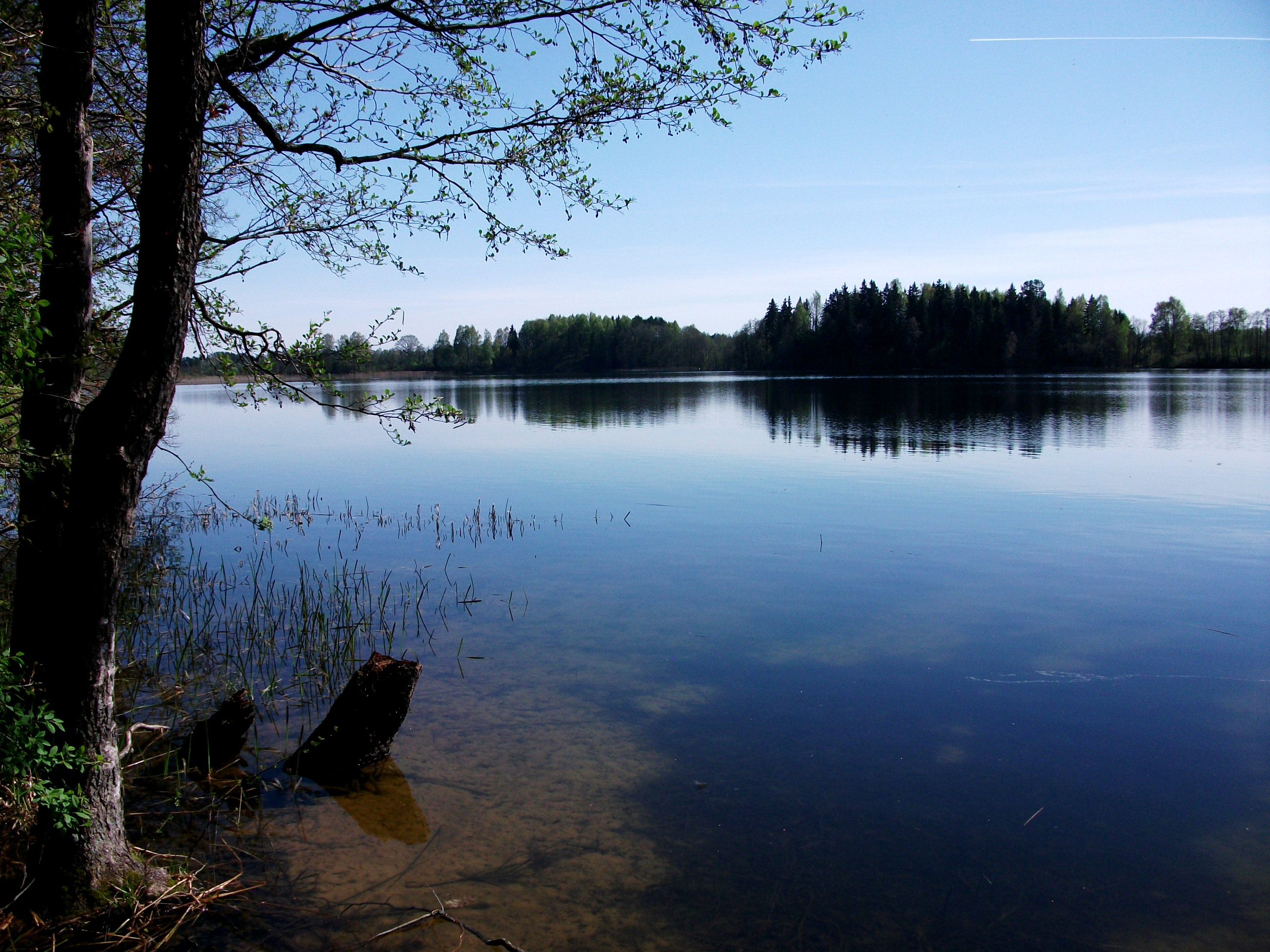
Jezioro Jodzkie
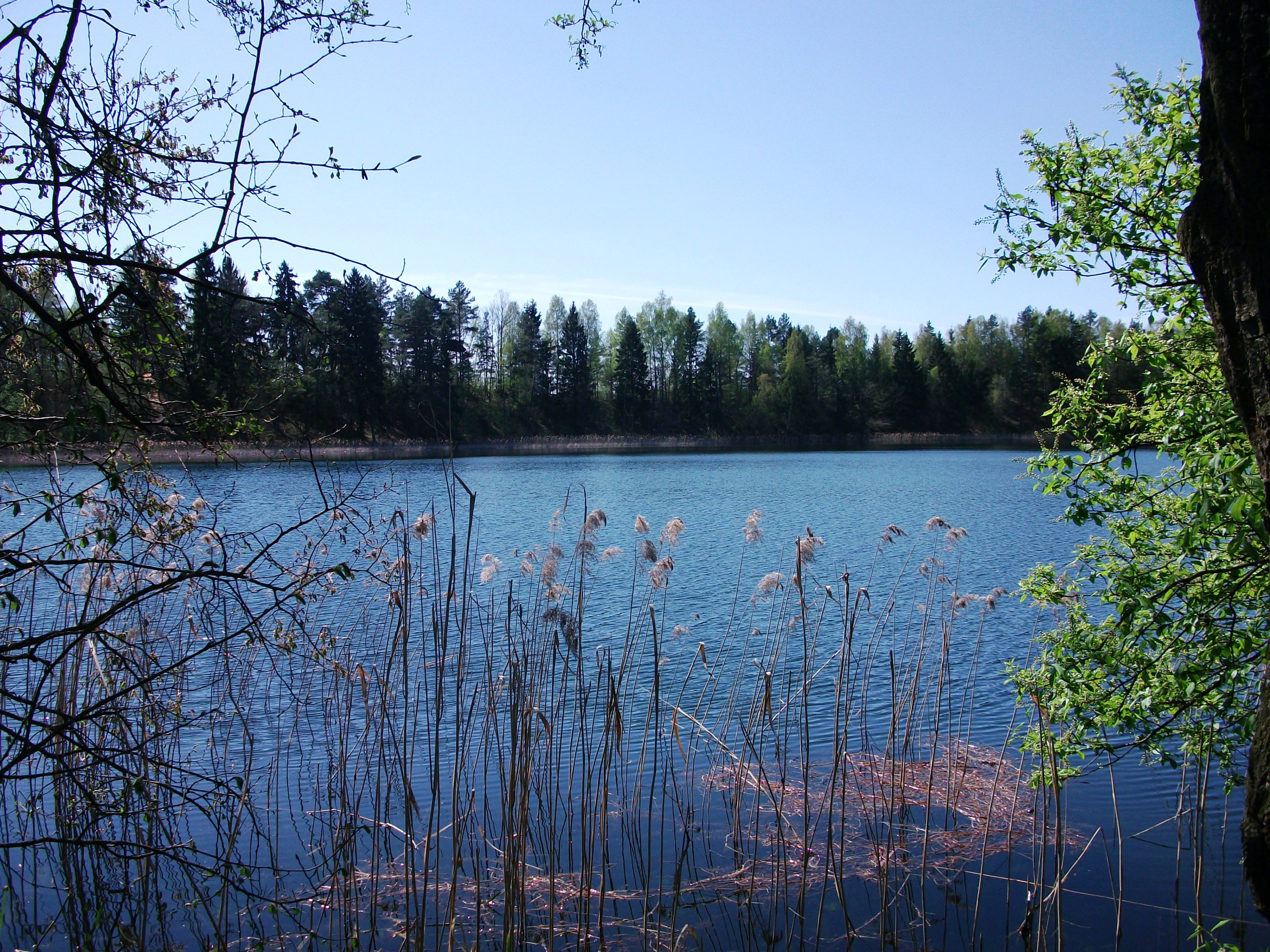
Jezioro Gubieza
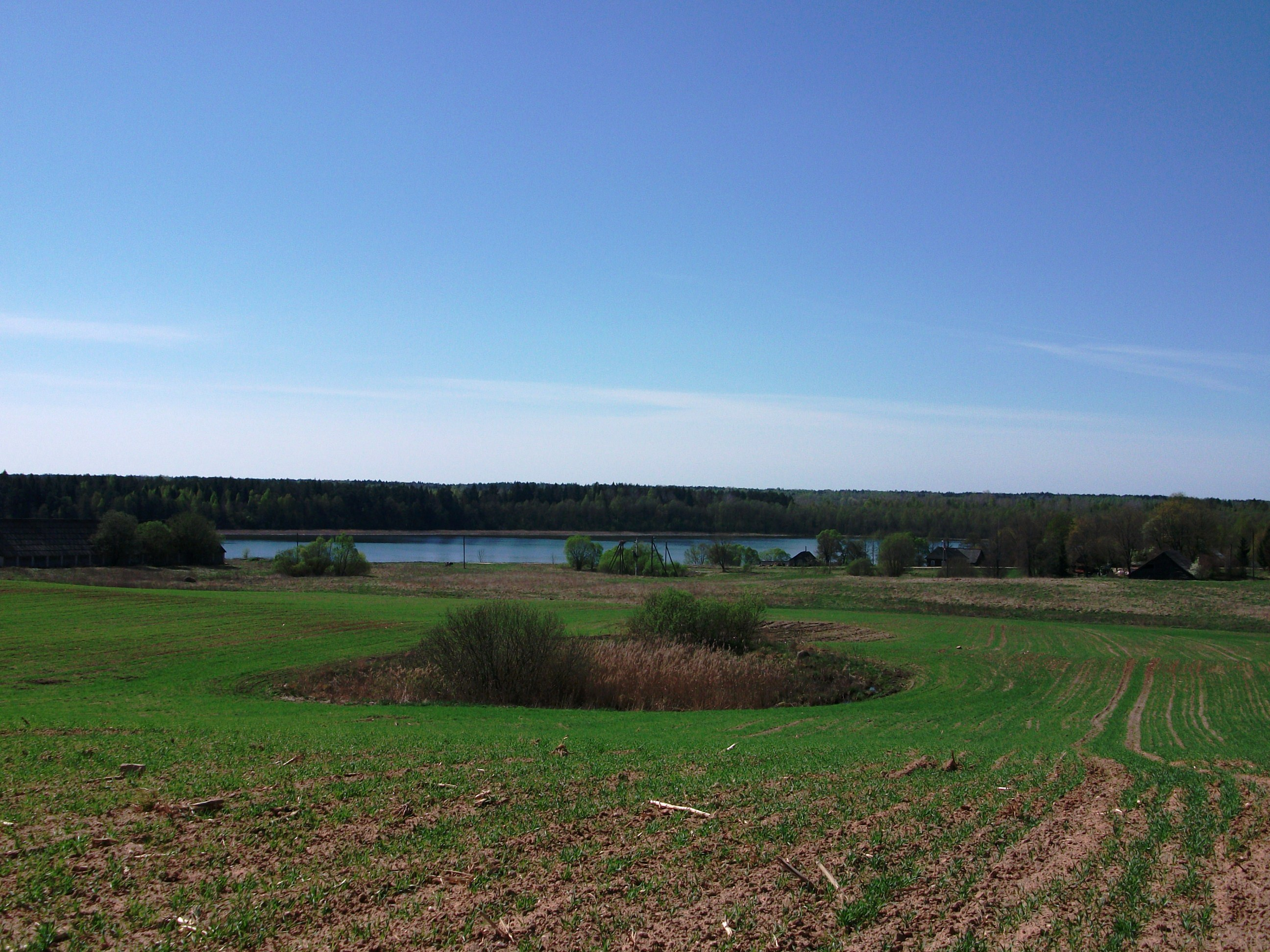
Jezioro Werebie